# Olios
Olios este un gen de păianjeni din familia Sparassidae.

## Specii[1]
- Olios abnormis
- Olios acolastus
- Olios acostae
- Olios actaeon
- Olios admiratus
- Olios africanus
- Olios albertius
- Olios albinus
- Olios albus
- Olios alluaudi
- Olios amanensis
- Olios annandalei
- Olios annulatus
- Olios antiguensis
- Olios argelasius
- Olios aristophanei
- Olios artemis
- Olios atomarius
- Olios attractus
- Olios audax
- Olios aurantiacus
- Olios auricomis
- Olios banananus
- Olios batesi
- Olios baulnyi
- Olios benitensis
- Olios berlandi
- Olios bhavnagarensis
- Olios biarmatus
- Olios bibranchiatus
- Olios bicolor
- Olios bivittatus
- Olios bombilius
- Olios brachycephalus
- Olios bungarensis
- Olios canalae
- Olios canariensis
- Olios caprinus
- Olios cayanus
- Olios ceylonicus
- Olios chelifer
- Olios chiracanthiformis
- Olios chubbi
- Olios clarus
- Olios claviger
- Olios coccineiventris
- Olios coenobitus
- Olios conspersipes
- Olios corallinus
- Olios correvoni
- Olios crassus
- Olios croseiceps
- Olios cursor
- Olios darlingi
- Olios darlingtoni
- Olios debilipes
- Olios derasus
- Olios detritus
- Olios digitalis
- Olios discolorichelis
- Olios durlaviae
- Olios ensiger
- Olios erraticus
- Olios erroneus
- Olios extensus
- Olios exterritorialis
- Olios faesi
- Olios fasciatus
- Olios fasciculatus
- Olios fasciiventris
- Olios feldmanni
- Olios ferox
- Olios ferrugineus
- Olios fimbriatus
- Olios flavens
- Olios flavidus
- Olios floweri
- Olios fonticola
- Olios formosus
- Olios foxi
- Olios francoisi
- Olios franklinus
- Olios freyi
- Olios fugax
- Olios fugiens
- Olios fuhrmanni
- Olios fuligineus
- Olios fulvithorax
- Olios furcatus
- Olios fuscovariatus
- Olios galapagoensis
- Olios gentilis
- Olios giganteus
- Olios gracilipes
- Olios grapsus
- Olios gravelyi
- Olios greeni
- Olios guatemalensis
- Olios guineibius
- Olios guttipes
- Olios hampsoni
- Olios helvus
- Olios hirtus
- Olios hoplites
- Olios humboldtianus
- Olios hyeroglyphicus
- Olios inaequipes
- Olios insignifer
- Olios insulanus
- Olios iranii
- Olios isongonis
- Olios ituricus
- Olios jaldaparaensis
- Olios japonicus
- Olios kassenjicola
- Olios keyserlingi
- Olios kiranae
- Olios kruegeri
- Olios lacticolor
- Olios laevatus
- Olios lamarcki
- Olios lepidus
- Olios longespinus
- Olios longipedatus
- Olios longipedes
- Olios luctuosus
- Olios lutescens
- Olios luteus
- Olios machadoi
- Olios macroepigynus
- Olios maculatus
- Olios maculinotatus
- Olios mahabangkawitus
- Olios malagassus
- Olios manifestus
- Olios marshalli
- Olios mathani
- Olios menghaiensis
- Olios milleti
- Olios minax
- Olios minensis
- Olios mohavensis
- Olios monticola
- Olios morbillosus
- Olios mordax
- Olios mutabilis
- Olios mygalinus
- Olios nanningensis
- Olios naturalisticus
- Olios neocaledonicus
- Olios nigrifrons
- Olios nigristernis
- Olios nigriventris
- Olios nigrovittatus
- Olios niveomaculatus
- Olios nossibeensis
- Olios oberzelleri
- Olios obesulus
- Olios obscurus
- Olios obtusus
- Olios occidentalis
- Olios orchiticus
- Olios ornatus
- Olios oubatchensis
- Olios paalongus
- Olios pacifer
- Olios paenuliformis
- Olios pagurus
- Olios paraensis
- Olios patagiatus
- Olios pellucidus
- Olios peninsulanus
- Olios perezi
- Olios peruvianus
- Olios phipsoni
- Olios pictitarsis
- Olios plumipes
- Olios positivus
- Olios praecinctus
- Olios princeps
- Olios provocator
- Olios pulchripes
- Olios punctipes
- Olios puniceus
- Olios punjabensis
- Olios pusillus
- Olios pyrozonis
- Olios quinquelineatus
- Olios roeweri
- Olios rosettii
- Olios rotundiceps
- Olios rubripes
- Olios rubriventris
- Olios rufilatus
- Olios rufus
- Olios ruwenzoricus
- Olios sanctivincenti
- Olios sanguinifrons
- Olios scalptor
- Olios scepticus
- Olios schistus
- Olios schonlandi
- Olios senilis
- Olios sericeus
- Olios sexpunctatus
- Olios sherwoodi
- Olios similaris
- Olios similis
- Olios simoni
- Olios sjostedti
- Olios skwarrae
- Olios socotranus
- Olios somalicus
- Olios soratensis
- Olios spenceri
- Olios spiculosus
- Olios spinipalpis
- Olios stictopus
- Olios stimulator
- Olios strandi
- Olios striatus
- Olios stylifer
- Olios suavis
- Olios subadultus
- Olios subpusillus
- Olios sulphuratus
- Olios sylvaticus
- Olios tamerlani
- Olios tarandus
- Olios tener
- Olios tiantongensis
- Olios tigrinus
- Olios tikaderi
- Olios timidus
- Olios triarmatus
- Olios trifurcatus
- Olios trinitatis
- Olios tuckeri
- Olios valenciae
- Olios variatus
- Olios velox
- Olios ventrosus
- Olios werneri
- Olios vestigator
- Olios vitiosus
- Olios vittifemur
- Olios wolfi
- Olios wroughtoni
- Olios xerxes
- Olios yucatanus
- Olios zebra
- Olios zulu